# Nébiélianayou
Nébiélianayou è un dipartimento del Burkina Faso classificato come comune, situato nella Provincia  di Sissili, facente parte della Regione del Centro-Ovest.
Il dipartimento si compone del capoluogo e di altri 10 villaggi: Adjoan, Aziga, Béto, Logo, Loro, Nago, Pala, Pinou, Sintiou e Zinou.